# Арнштайн (Саксония-Анхальт)
Арнштайн (нем. Arnstein) — коммуна в Германии, в земле Саксония-Анхальт. 
Входит в состав района Мансфельд-Зюдгарц.